# Солидус
Солидус (лат. solidus — «твёрдый») — линия на фазовых диаграммах, объединяющая для различных соотношений компонентов температуры, при которых происходит окончательная кристаллизация сплава. При этих же температурах начинается плавление сплава при его нагревании. Линия, ниже которой находится только твёрдая фаза. Схожий, но противоположный термин, — ликвидус.
Иными словами, солидус — кривая, которая показывает для каждой температуры состав твёрдой фазы, которая может находиться в равновесии с жидкой.
Ретроградным (от лат. retrogradus «идущий назад») называют солидус, поворачивающий к ординате компонента при понижении температуры. Ретроградное плавление связано с образованием жидкой фазы, резко отличающейся по химическому составу от исходного твёрдого раствора. Ретроградное плавление можно трактовать как процесс выделения из твёрдого раствора легкоплавкого вещества.
В геологии выделяется сухой и мокрый солидус — линия начала плавления породы в безводных и водонасыщенных условиях.